# 井上美紀
井上美紀（日语：井上 美紀，1968年12月8日—），日本女性配音員。青二Production所屬。出身於和歌山縣和歌山市。身高158cm。O型血。

## 經歷
關西外國語大學畢業。青二塾大阪校第6期畢業。

## 演出
粗體字表示主要角色。

### 電視動畫
1988年
- 奇天烈大百科（真美、幸子）

1991年
- 神通小精靈（女孩子、遠足人士）
- 金肉人 金肉星王位爭奪篇（1991年—1992年，瑪麗、小孩）
- 蓋特機器人號

1993年
- GS美神（女學生、村民、社員）
- 足球風雲（1993年—1994年，出水美和子）

1994年
- 真拳傳說（日语：真拳伝説タイトロード）（白龍）

1995年
- 橘子醬男孩（高瀨彌生）
- 動畫世界的童話（日语：世界名作童話シリーズ ワ〜ォ!メルヘン王国）（三女、太太）
- 近所物語（園童）

1997年
- 勇者王（平田昭子）
- 鬼太郎 (第4作)（千里）

2002年
- 水瓶戰記 Sign for Evolution（主持人）
- 金肉人II世（2002年—2004年，瑪麗）2系列[注 1]

2003年
- 空中大師（日语：エアマスター）（石毛正美）
- 高機動幻想 ～嶄新之行軍歌～（日语：ガンパレード・マーチ 〜新たなる行軍歌〜）（芳野春香）

2005年
- SHUFFLE！（2005年—2007年，麻弓＝百里香[4][5]、真聰的母親）2系列[注 2]

2006年
- 貧乏姉妹物語（電話指導）

2007年
- 幸運☆星（櫻庭光[6]）

### 電影動畫
- 劇場版 灌籃高手（日语：スラムダンク (1994年の映画)）（1994年，女學生）
- ONE PIECE THE MOVIE 喬巴身世之謎：冬季綻放、奇跡的櫻花（2008年）

### OVA
- 含羞草（1991年，社員D）
- 武田鐵矢的當月亮升起的時候（1991年）
- 正義使者-臀娘（1994年，女學生A）
- 鬼切丸（日语：鬼切丸 (漫画)） 第四章 怨鬼哀歌之章（1995年，阿米）
- 小茜的狂熱追求者（日语：アカネマニアックス〜流れ星伝説剛田〜）（2004年，神宮司毬藻）

### 遊戲
1992年
- 超時空要塞 永遠的情歌（日语：マクロスシリーズ (ゲーム)）

1994年
- CAL III（朱諾）

1996年
- Eternal Melody（日语：エターナルメロディ）（艾麗絲·米爾）

1997年
- 恐怖新聞（日语：恐怖新聞）（中神綠子）
- 龍騎士4（梅菲爾、克拉麗絲）[注 3]
- 龍騎士4（吉娜、比安卡、馬諾）[注 4]

1998年
- 心動美麗同盟 熱血少女青春記（日语：ドキドキプリティリーグ#ドキドキプリティリーグ 熱血乙女青春記）（楠芹香）

2000年
- SIMPLE1500系列 Vol.36 THE 戀愛遊戲 ～夏色Celebration～（日语：夏色Celebration）（小早川雫香）

2002年
- 魔女的茶會（日语：魔女のお茶会）（夕姬惠）

2004年
- 空戰雄鷹：藍翼騎士（日语：エアフォースデルタ）（阿米莉亞·約翰遜）

2005年
- SHUFFLE！ON THE STAGE（麻弓=百里香）

2006年
- Edelweiss（日语：エーデルワイス (ゲーム)）（青空遙花）
- Muv-Luv 全年齡版（神宮司毬藻）
- Muv-Luv Alternative 全年齡版（神宮司毬藻）

2008年
- 幸運☆星 ～陵櫻學園 櫻藤祭～（日语：らき☆すた 〜陵桜学園 桜藤祭〜）（2008年—2010年，櫻庭光、露米納斯）2作品[注 5]
- Family Ski（日语：ファミリースキー）

2009年
- Really？Really！ReaReaDS（麻弓＝百里香）
- 幸運☆星 網路偶像名師（日语：らき☆すた ネットアイドル・マイスター）（櫻庭光）

### 特攝影集
- 炎神戰隊轟音者（2008年—2018年，炎神熊RV的聲音、蛋糕店店員）1系列 + 4作品[注 6]
- 海賊戰隊豪快者（2011年，炎神熊RV的聲音）

### 外語配音

#### 電影
- 音樂殭屍

### 廣播劇CD
- Edelweiss（日语：エーデルワイス (ゲーム)） 詠傳島花粉大戰爭（青空遙花）
- 卡式錄音帶CD書（綠川奈緒）
- 廣播劇CD（舞、片尾主題）
- 高機動幻想 ～嶄新之行軍歌～（日语：ガンパレード・マーチ 〜新たなる行軍歌〜）（芳野春香）
- CD劇場 勇者鬥惡龍（日语：CDシアター ドラゴンクエスト）IV（莫妮卡）
- SHUFFLE！（麻弓=百里香）
- 純愛手札2Vol.1 ～預感、開始的季節～（竹崎芳美、操作員）
- （三木涼子）
- 幸運☆星 廣播劇CD（Drama Complete Disk）（櫻庭光）
- 宮河家的空腹 廣播劇CD 陵櫻學園高等學校文化祭會產生大恐慌的可能（櫻庭光）

### 廣播劇
- 青山二丁目劇場（日语：青山二丁目劇場）
  - （2007年）—喜代
  - （2013年）—薰

### 電視劇
- 大搜查線（1997年，富士電視台）—女警

### 解說
- GET IN 高爾夫頻道（解說）—朝日電視台
- Kojima（日语：コジマ）電氣（廣告解說）
- What's up at Tokyo Disney Resort（解說）—旅Channel（日语：旅チャンネル）
- SMAP×SMAP（解說）—富士電視台

### 旁白
- （未來日誌4的聲音）
- 日立 發現世界不可思議的地方！（日语：日立 世界・ふしぎ発見!）

### 其它
- GEO（日语：ゲオ）（店內導航）

## 腳註

## 外部連結
- 井上美紀｜青二Production （日語）
- 井上美紀 （页面存档备份，存于） （日語）—Talent Date Bank
- 井上美紀 （页面存档备份，存于） （日語）—日本藝人名鑑（日语：日本タレント名鑑）
- （日語）—WEB THE TELEVISION（日语：ザテレビジョン）
- （日語）—goo人名事典
- 井上美紀 （页面存档备份，存于） （日語）—KINENOTE
- 井上美紀 （页面存档备份，存于） （日語）—oricon
- 井上美紀 （页面存档备份，存于） （日語）—MOVIE WALKER PRESS（日语：MOVIE WALKER PRESS）
- 井上美紀 （页面存档备份，存于） （日語）—電影.com（日语：映画.com）
- 井上美紀 （页面存档备份，存于） （日語）—allcinema（日语：allcinema）
- 井上美紀 （页面存档备份，存于）—TMDb